# قبائل الحدرة
قبائل الحدرة هو مصطلح يُطلق على سكان الجبال الناطقين بالعربية في شمال قسنطينة ويتحدثون لهجة عربية مستقرة. ويسمون بالقبائل الحدرة للتمييز بينهم وبين قبائل النيغاس. يعود أصل قبائل الحدرة إلى صنهاجة وكتامة الأمازيغية واستعربوا لاحقًا.لذلك فهي منتشرة في جميع أنحاء ولاية جيجل وشمال ولاية ميلة وغرب ولاية سكيكدة.

## أصل التسمية
كان الاسم في الأصل يُطلق على متسلقي الجبال الأمازيغ المعرَّبين في شمال قسنطينة والذين تخلوا عن الحياة الجبلية واستقروا في السهول والمدن. ثم امتد هذا الاسم ليشمل جميع القبائل الناطقة بالعربية في المنطقة.
في التقاليد المحلية، يبدو أن الاسم الذي تم من خلاله تسمية القبائل الناطقة بالعربية في شمال قسنطينة هو قبائل الحدرة مقابل قبائل النيغاس أو القبايل، وهي القبائل الناطقة باللغة الأمازيغية في منطقة القبائل. هذا الاستخدام لمصطلح «قبايل» لتسمية سكان الجبال هو سمة جزائرية قديمة: «القبايل» لم يكونوا آنذاك سكان جرجرة الوحيدين.
يوضح فيليب مرسيه، متابعًا لسلان، وبالتالي ابن خلدون:
«استخدام الجمع العربي "قبايل" (...) قديم جدًا. يعود تاريخه إلى القرون الأربعة الأولى بعد الفتح الإسلامي لبلاد البربر. ثم حصر العرب أنفسهم في المدن [...]. للعيش ك"قبايل"، كقبائل مستقرة أو بدوية، في الجبال، في السهول، في السهوب، لم يكن هناك سوى البربر. لأول مرة ، "غرس" الغزو في القرن الحادي عشر القبائل العربية في البلاد (...). "[في السهول، كما يشرح، اندمجت المجموعتان] ، (...) ، واصل سكان الجبال وجودهم كمزارعين للأشجار وعمال متواضعين. بقوا "قبايل".»
تأتي كلمة حدرة من الكلمة العربية الحضارة (إبدال الضاد دالًا) والتي تعني الحضارة أو العمران.

## المجتمع

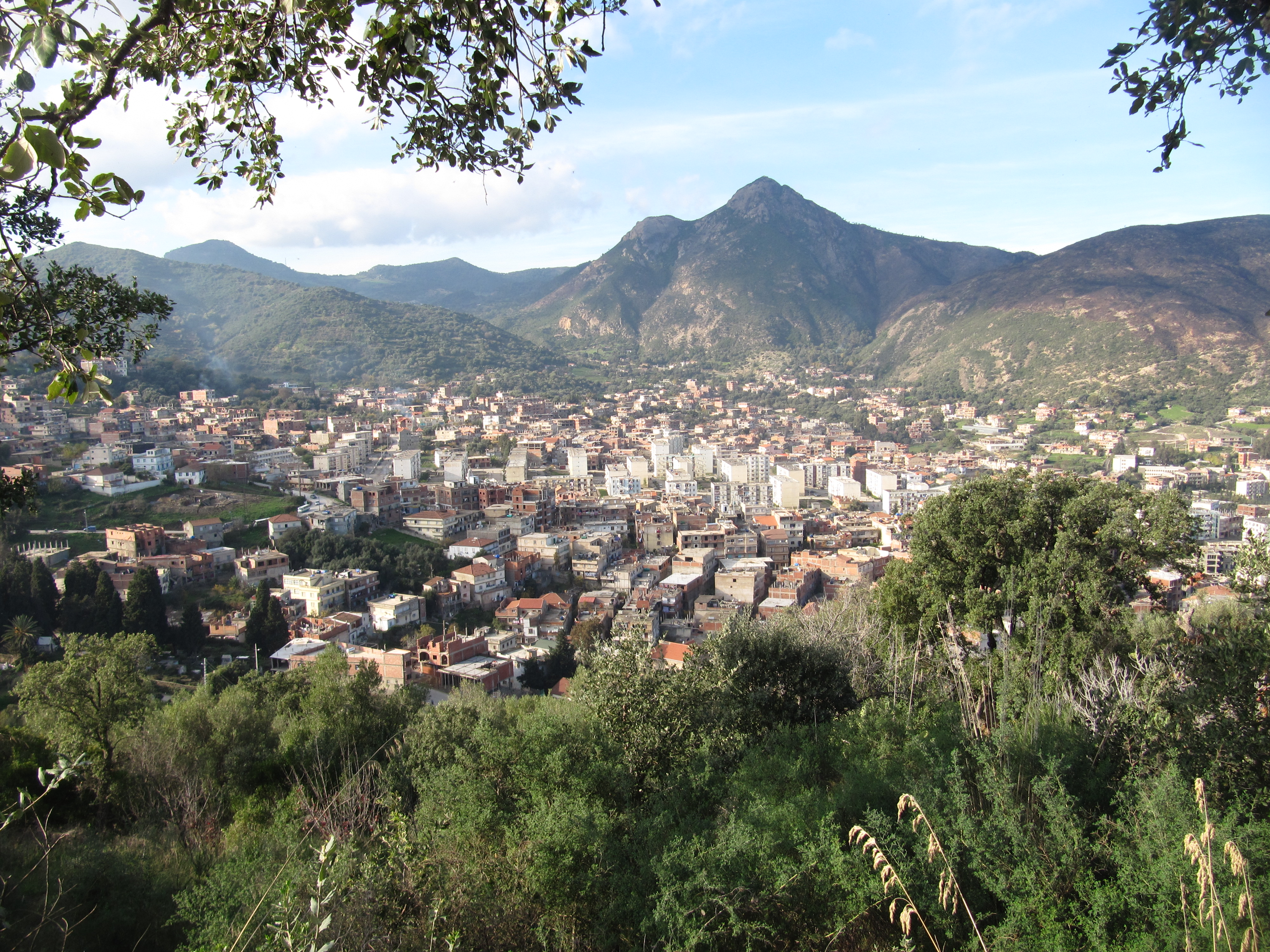
منظر لمدينة القل والمصيف القلي في الخلفية.

أصل قبائل الحدرة متعدد، قادمين من مختلف القبائل البربرية مثل كتامة، صنهاجة، زناتة، والذين استعربوا فيما بعد. ويتحدث قبائل الحدرة اللغة العربية بلهجتهم الخاصة
شهدت المنطقة تعريبًا مبكرًا، مع العديد من الأشكال الأمازيغية التي نعرّفها بأنها «ما قبل الهلالية»، مثل لهجتي  ترارة وجبالة المحليتين. استعربوا قبل تنصيب القبائل العربية، نتيجة علاقة بين البحر الأبيض المتوسط والسلاسل الساحلية والمدن الإسلامية الداخلية الكبيرة: بين قسنطينة وموانئ جيجل والقل  للقبائل الصغرى، مما أدى إلى استعراب الفلاحين الأمازيغ. تقدم هذه المجتمعات الجبلية ميزة فريدة: كثافة حفظة القرآن، وهيمنة زراعة الأشجار والنشاط الحرفي الذي صنع شهرتها.
خلال الغزو الفرنسي، كانت قبائل الحدرة مستقلة عن الحكم التركي، وتستخدم اللغة العربية، وتعيش بشكل أساسي في المقاصات.
بعد استقلال الجزائر في عام 1962 واختفاء الهياكل القبلية لصالح دولة ذات سيادة، لم يعد الاسم المستعار لقبائل الحدرة شائعًا، ونادرًا ما يُعرّفون بهذا الاسم؛ والذي يُنظر إليه على أنه جزء من ثقافة المنطقة.

### نزوحهم
يعتبر نزوج قبائل الحدرة عن أراضيهم إلى المدن الكبرى القريبة لا سيما نحو مدينة قسنطينة إحدى أبرز حالات النزوح الريفي في الجزائر ومن بينها ما عقب ثورة بني عيدون والتي كانت مدينة الميلية مركزا لأحداثها حيث فرت الكثير من العوائل من مدينة الميلية وما جاورها وانتقلت إلى مدينة قسنطينة التي يشكلون فيها اليوم مكونا بشريا رئيسيا.[بحاجة لمصدر]

## مناطق انتشارهم
و من أهم مدن منطقة قبائل الحدرة:
في ولاية جيجل: جيجل، الطاهير،الميلية، تاكسنة،جيملة، زيامة منصورية. وكل بلديات الولاية
في ولاية سكيكدة: وادي زهور، القل،عين قشرة، تمالوس. ومعظم الجهة الغربية من الولاية
في ولاية ميلة: ميلة، تسدان حدادة، الرواشد، فرجيوة،زغاية، ترعي باينان، القرارم قوقة. ومعظم الجهة الشمالية من الولاية

### الفهرس
1. 1 2  Jean, Morizot (2001). Les Kabyles: Propos d'un témoin (بالفرنسية). Harmattan. ISBN:978-2-7475-1027-1. Archived from the original on 2017-12-27. Retrieved 2022-01-14. 19
2. ↑  Kitouni 2013، صفحة 91.
3. ↑  Carlier 1995، صفحة 224.
4. ↑  Kitouni 2013، صفحة 15-18.
5. 1 2  Kitouni 2013، صفحة 16.
6. ↑  Kitouni 2013، صفحة 14.
7. 1 2  Vignet-Zunz 2017، صفحة 27.
8. ↑  Luis del (1520?-1600) Auteur du texte; Torres, Diego de (15-158 ) Auteur du texte (1667). L'Afrique de Marmol. 1 / de la traduction de Nicolas Perrot, sieur d'Ablancourt... avec l'Histoire des chérifs, traduite de l'espagnol de Diego Torrès par le duc d'Angoulème le père, revue et retouchée par P. R. A. [Pierre Richelet] (بالفرنسية). p. 75. Archived from the original on 2020-02-27.{{استشهاد بكتاب}}:  صيانة الاستشهاد: أسماء عددية: قائمة المؤلفين (link)
9. ↑  Kitouni 2013، صفحة 22.
10. ↑  Dominique Caubet, « Dialectologie et histoire au Maghreb : pour une sociolinguistique historique », dans Trames de langues : Usages et métissages linguistiques dans l’histoire du Maghreb, Institut de recherche sur le Maghreb contemporain, coll. « Connaissance du Maghreb », 17 يناير 2017 (ISBN 978-2-8218-7413-8, lire en ligne), p. 59–70 "نسخة مؤرشفة". مؤرشف من الأصل في 2021-09-26. اطلع عليه بتاريخ 2022-01-14.{{استشهاد ويب}}:  صيانة الاستشهاد: BOT: original URL status unknown (link)
11. ↑  Mohamed Mezzine et Jacques/Jawhar Vignet-Zunz, « Retour sur les sociétés de montagne au Maghreb :fuqahā’ et soufis du Bilād Ghumāra (XIe-XVIIe siècles) à l’épreuve des réformes de la pratique religieuse », في Revue des mondes musulmans et de la Méditerranée, no 135, 2014-07-30, ص. 
77–98 ISSN 0997-1327 [النص الكامل, lien DOI (pages consultées le 2020-07-12)] "نسخة مؤرشفة". مؤرشف من الأصل في 2020-07-12. اطلع عليه بتاريخ 2022-01-14.{{استشهاد ويب}}:  صيانة الاستشهاد: BOT: original URL status unknown (link)

### معلومات كاملة للمراجع
- Kitouni, Hosni (2013). La Kabylie orientale dans l'histoire : pays des Kutama et guerre coloniale (بالفرنسية). باريس. ISBN:978-2-336-29343-1. OCLC:840466483. Archived from the original on 2022-01-14.{{استشهاد بكتاب}}:  صيانة الاستشهاد: مكان بدون ناشر (link)
- Carlier, Omar (1995). Entre Nation et Jihad : histoire sociale des radicalismes algériens (بالفرنسية). باريس. ISBN:2-7246-0671-X. OCLC:33193673. Archived from the original on 2022-01-14.{{استشهاد بكتاب}}:  صيانة الاستشهاد: مكان بدون ناشر (link)
- Vignet-Zunz, Jacques/Jawhar (2017). Sociétés de montagnes méditerranéennes : Ouarsenis (Algérie), Jabal Al-Akhdar (Libye), Rif (Maroc) (بالفرنسية). Paris. ISBN:978-2-14-003169-4. OCLC:987300878. Archived from the original on 2022-01-14.{{استشهاد بكتاب}}:  صيانة الاستشهاد: مكان بدون ناشر (link)